# Kaze wo ukete
Singles de Aya Ueto
Yume no chikara
(2005) Egao No Mama De
(2006)
Kaze wo Ukete est le 12e single de Aya Ueto sorti sous le label Pony Canyon le 3 août 2005 au Japon. Il atteint la 17e place du classement de l'Oricon. Il se vend à 13 938 exemplaires la première semaine, et reste classé pendant 6 semaines, pour un total de 27 277 exemplaires vendus.
Kaze wo Ukete a été utilisé comme thème musical pour le film Konjiki no Gash Bell!! Mecha Vulcan no Raishuu. Kaze wo Ukete et Yakusoku no Basho se trouvent sur l'album License; et Kaze wo Ukete se trouve aussi sur la compilation Best of Aya Ueto: Single Collection.

## Liste des titres
| 1. | Kaze wo Ukete                                  | Ryoji                | Ryoji, Naoki-T       | 5:08 |
| 2. | Yakusoku no Basho                              | Ryoji                | Ryoji, Naoki-T       | 5:19 |
| 3. | Yume no Chikara ~Kata no Chikara wo Nuita mix~ | Takamizawa Toshihiko | Takamizawa Toshihiko | 4:54 |
| 4. | Kaze wo Ukete ~Instrumental~                   | Ryoji                | Ryoji, Naoki-T       | 5:06 |